# (16629) 1993 LK1
(16629) 1993 LK1 est un astéroïde de la ceinture principale d'astéroïdes découvert en 1993.

## Description
(16629) 1993 LK1 a été découvert le 15 juin 1993 à l'observatoire Palomar, situé au nord de San Diego en Californie, par Henry E. Holt.

### Caractéristiques orbitales
L'orbite de cet astéroïde est caractérisée par un demi-grand axe de 2,24 UA, un périhélie de 1,77 UA, une excentricité de 0,21 et une inclinaison de 5,42° par rapport à l'écliptique. Du fait de ces caractéristiques, à savoir un demi-grand axe compris entre 2 et 3,2 UA et un périhélie supérieur à 1,666 UA, il est classé, selon la JPL Small-Body Database, comme objet de la ceinture principale d'astéroïdes.

### Caractéristiques physiques
(16629) 1993 LK1 a une magnitude absolue (H) de 14,6 et un albédo estimé à 0,151.